# Liste deutscher Adelsgeschlechter
Die Liste deutscher Adelsgeschlechter umfasst nur Adelsgeschlechter aus dem ehemaligen und heutigen deutschen Sprachraum. Hierzu gehören die heutigen Länder Deutschland, Österreich, Luxemburg, Liechtenstein, der deutschsprachige Teil der Schweiz sowie Teile Belgiens (Deutschsprachige Gemeinschaft, Kanton Malmedy), Tschechiens (Sudetenland), Italiens (Südtirol), Frankreichs (Lothringen, Elsass), Polens (Ostgebiete des Deutschen Reiches, d. h. Schlesien, Pommern, Ost- und Westpreußen sowie Posen) und des Baltikums (ehemalige Ostseegouvernements).
Geschlechter, die nicht in den ehemaligen oder heutigen deutschen Sprachraum gehören, werden hier nicht erfasst.
Geschlechter des deutschen Sprachraums, zu denen bisher keine eigenen Artikel in der deutschsprachigen Wikipedia vorhanden sind, werden in diese Liste nicht aufgenommen. Ein Eintrag dieser Adelsgeschlechter erfolgt erst, wenn sie eigene Artikel in der deutschsprachigen Wikipedia erhalten haben.

## Teillisten nach Anfangsbuchstaben
Die Liste enthält aktuell mehr als 4900 Einträge (Stand: 1. Januar 2025). Aufgeführt werden der Name des Geschlechts (ohne Adelstitel), der Zeitraum seines Bestehens, Anmerkungen zu Herkunft, lokaler Verbreitung, Standeserhöhungen sowie das Wappen.

## Regionale Teillisten
Die deutschsprachige Wikipedia verzeichnet noch eine Reihe regionaler Listen von deutschen Adelsgeschlechtern:
- Althessische Ritterschaft
- Kurländische Ritterschaft
- Livländische Ritterschaft
- Oeselsche Ritterschaft
- Liste bayerischer Adelsgeschlechter
- Liste eichsfeldischer Adelsgeschlechter
- Liste fränkischer Rittergeschlechter
- Liste hochadeliger Familien in Franken
- Liste Kärntner Adelsgeschlechter
- Liste des ritterschaftlichen Adels im Fürstentum Lüneburg
- Liste der Adelsgeschlechter Österreichs unter der Enns
- Liste der Adelsgeschlechter Österreichs ob der Enns
- Liste der paderbornischen Adelsgeschlechter
- Rheinische Ritterschaft
- Liste Salzburger Adelsgeschlechter
- Liste schwäbischer Adelsgeschlechter
- Liste thüringischer Rittergeschlechter
- Liste Tiroler Adelsgeschlechter
- Liste westfälischer Adelsgeschlechter
- Vogtländische Ritterschaft
- Liste der gefallenen Adeligen auf Habsburger Seite in der Schlacht bei Sempach

Für den Adel der Habsburgermonarchie siehe auch die Liste kroatischer Adelsgeschlechter.

## Patriziat
Darüber hinaus enthält die deutsche Wikipedia verschiedene Listen von Patriziern (Beachte: Patrizier sind nicht immer dem Adel zuzurechnen):
- Patriziat (Alte Eidgenossenschaft)
- Patriziat (Augsburg)
- Daig, Basel
- Patriziat (Bern)
- Patriziat (Kempten)
- Kölner Patriziat
- Lübecker Zirkelgesellschaft
- Patriziat (Luzern)
- Münchner Patriziergeschlechter
- Erbmänner, Münster
- Patriziat (Nürnberg)
- Regensburger Patriziergeschlechter
- Ulmer Patriziergeschlechter
- Erbsälzer, Werl